# Pantelis Kapetanos
Pantelis Kapetanos (Grieks: Παντελής Καπετάνος) (Ptolemaida, 8 juni 1983) is een Grieks betaald voetballer die bij voorkeur in de aanval speelt. Hij tekende voor het seizoen 2008/09 een contract bij Steaua Boekarest. In maart 2010 debuteerde hij in het Grieks voetbalelftal. Bondscoach Otto Rehhagel nam hem drie maanden later mee naar het WK 2010. Kapetanos viel er in de eerste groepswedstrijd tegen Zuid-Korea (2-0 verlies) na een uur spelen in voor Angelos Charisteas.

## Cluboverzicht
| Seizoen  | Club             | Competitie               | Wedstrijden | Doelpunten |
| -------- | ---------------- | ------------------------ | ----------- | ---------- |
| 2002-'03 | Iraklis FC       | Super League Griekenland | 22          | 5          |
| 2003-'04 | Iraklis FC       | Super League Griekenland | 23          | 1          |
| 2004-'05 | Iraklis FC       | Super League Griekenland | 18          | 3          |
| 2005-'06 | AEK Athene       | Super League Griekenland | 10          | 1          |
| 2005-'06 | Iraklis FC       | Super League Griekenland | 14          | 1          |
| 2006-'07 | AEK Athene       | Super League Griekenland | 15          | 3          |
| 2007-'08 | AEK Athene       | Super League Griekenland | 2           | 0          |
| 2008-'09 | Steaua Boekarest | Liga 1                   | 23          | 11         |
| 2009-'10 | Steaua Boekarest | Liga 1                   | 30          | 15         |

1 Straton ·
2 Crețu ·
3 Panțîru ·
4 Miron ·
5 Simion ·
6 Haruț ·
7 Coman ·
8 Filip ·
9 Vukušić ·
10 Tănase  ·
11 Moruțan ·
12 Udrea ·
16 Nedelcu ·
17 Cristea ·
18 Soiledis ·
20 Vînă ·
21 Buziuc ·
23 Ov. Popescu · 
24 Ion · 
25 Perianu · 
26 Oaidă · 
27 Olaru ·
28 Pantea ·
32 Târnovanu ·
33 Radunović ·
37 Oct. Popescu ·
39 Moldovan ·
40 Fulga ·
89 Șut ·
92 Niță ·
99 Vlad ·
Coach: Petrea